# الصحة النفسية في مجال الطيران

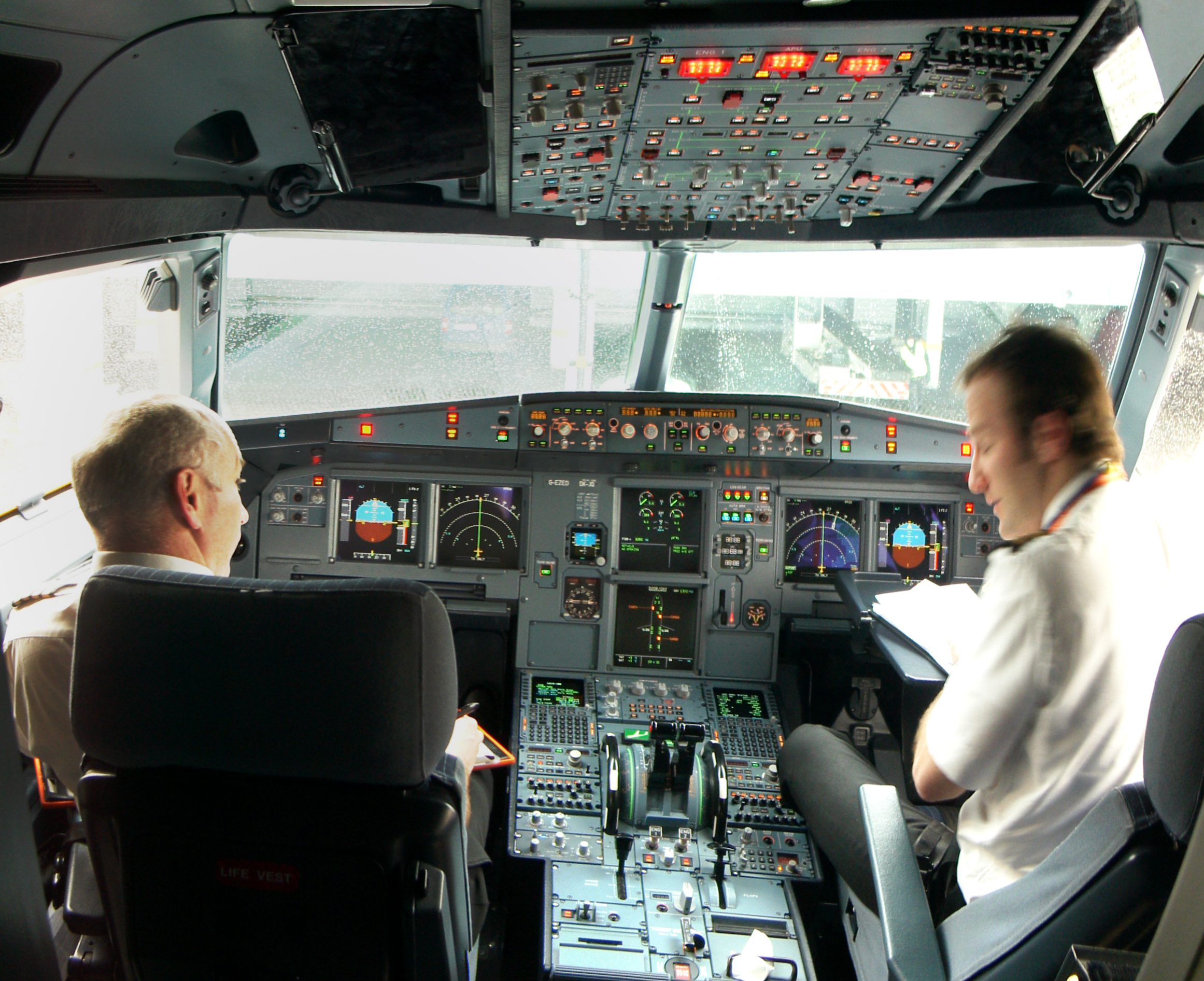

تُعد الصحة النفسية في مجال الطيران مصدر قلق كبير بين كلًّ من شركات الطيران والهيئات التنظيمية والرُّكاب، وقد اكتسب هذا الموضوع مزيدًا من الاهتمام بعد تحطم طائرة «جيرمان وينغز» عام 2015، وقد كان السبب في ذلك مساعد الطيار في الطائرة.
هناك العديد من الأسباب المختلفة للأمراض العقلية لدى الطيارين، ولكن إلى الآن لم يتم اتَّخاذ أي إجراء لمحاولة كبح هذه المشكلة.
توجد القليل من البيانات حول موضوع الصحة العقلية في مجال الطيران، ولكن هناك خطوات جارية لجمع معلومات ذات صلةٍ بهذا الموضوع وتوفير حلول أفضل.

## انتشار الاضطرابات
في قطاع الطيران العام في البرازيل ظهر أن 10.2 ٪ من الطيارين لم يمارسوا التمارين بانتظام و 23.7 ٪ من الطيارين لديهم عبءٌ ثقيل في العمل على علامات اضطرابات عقلية شائعة.
يعتقد عامة الناس أن الطيارين مثاليون، ومع ذلك هذا ليس هو الحال. توجد مشاكل الصحة العقلية في مجال الطيران تمامًا كما هو الحال في أي صناعة أخرى، ولذلك يجب بذل المزيد من الجهود لتحقيق ذلك، سواء كان ذلك أثناء مهنة الطيار أو في مراحل التوظيف، ومن المهم أيضًا أن يكون لديك مجموعة واسعة من الاختبارات وعمليات الفحص الجيدة لتحديد العافية الحقيقية للطيارين.
وقد تم الكشف عن وجود 350 طيَّارًا منذ عام 2010 في المملكة المتحدة لديهم مشاكل في الصحة العقلية.
المرض العقلي هو ثاني مرض بعد أمراض القلب والأوعية الدموية في أسباب فقدان رخصة الطيران، وإحدى القضايا الرئيسية هي أن معظم الطيارين يستخدمون العقاقير المضادة للاكتئاب، على سبيل المثال فهم يحجبون هذه المعلومات عن أطبائهم أو هيئة إدارة الطيران في بلادهم بسبب خوفهم من فقدان رخصتهم.والذي يزيد من تعقيد عملية الكشف حقيقةَ أن القليل من الفاحصين الطبِّيين يفهمون تمامًا تعقيد وتأثير هذه الاضطرابات المختلفة(4)، بالإضافة إلى ذلك، فإن الأطباء النفسيين ليسوا على دراية بقواعد الطيارين الذين يعانون من مشاكل الصحة العقلية، وعلى الرغم من أن الطيارين يحتاجون إلى تجديد رخصتهم الطبية كل ستة أشهر من قِبل فاحص طبي معتمد إلا أنه يوجد تركيز كبير على الصحة العقلية، ولا يقوم أخصائي نفسي أو طبيب نفسي بمتابعة ما لم يطلب من الطيار القيام بذلك، وهذا نادرًا ما يحدث.
إن الخطوط الجوية على دراية كاملة بعواقب الصحة العقلية، وهذا هو السبب في أنها تدير اختبارات الشخصية أثناء عملية الاختيار من أجل تحديد أي مشكلة من مشاكل الصحة العقلية، ومثال هذا هي قائمة مينيسوتا الشخصية متعددة الطور (MMPI)، فيمكن لهذا الاستبيان الطويل تحديد أي المرشحين المعرضين للخطر عن طريق طرح سلسلة من الأسئلة قد صِيغت بطريقة مختلفة في جميع أنحاء أي موضوع مماثل.
الطيارون يدركون أهمية وجود الصحة العقلية المثالية، ونتيجة لذلك كان الطيارون يميلون إلى أن يكونوا دفاعيين للغاية في نتائجهم، بل وأكثر من ذلك متوسط عدد السكان في محاولة ألا تظهر أي علامات تخص مشكلة من مشاكل في الصحة العقلية.

## الأسباب
خلال مهنة الطيار يصبح بروز الصحة العقلية قضية كبرى مع تزايد ضغوط الاحتلال، وقد يتعرض الطيارون لظروف عمل صعبة والتي تتميز بجداول غير متناسقة، وفترات طويلة خارج المنزل، ومواجهة متكررة مع التعب.
تتضخم الصحة العقلية؛ بسبب عدم وجود دعم اجتماعي من المنزل، وإيقاع الساعة البيولوجية المتفاوت، ومتطلبات العمل المفرطة، وقد كان الخبراء وشركات الطيران على دراية بهذه القضايا منذ عام 1985، ومع ذلك لا يوجد سوى القليل من المعلومات حول الصحة العقلية في مجال الطيران، وهناك موقف مفتول العضلات تجاه الصحة العقلية في مجال الطيران مع اتباع نهج التدخل الحر.
يكون كلًّ من الذكور والإناث عرضةً لمشاكل الصحة العقلية، ولكن ليس هناك احتمال أكبر لأحد الجنسين أنه سيواجه قضايا أكثر من الآخر.
هناك وصمة عار سلبية حول الصحة العقلية في مجال الطيران، وقد أظهرت دراسة أن زملائهم الطيارين يفترضون أن زملائهم الطيارين الذين كانوا غير معرَّضين للإصابة على الأرجح أنهم يعانون من مرض عقلي، والدليل على هذا أنه حتى العوامل التي لا تمثل علامات على الصحة العقلية يمكن أن تلحق الضرر بالآخرين والعواقب السلبية المترتبة على تحديدهم على أنهم يعانون من مشاكل الصحة العقلية حتى عندما لا يكون الأمر كذلك.

## الحلول
يجب أن يكون الطيارون وأرباب عملهم على دراية بالتغيرات الأخيرة في الحياة التي قد تؤثر على الأداء التجريبي وخصائص الصحة العقلية، وإحدى هذه الطرق هي استبيان تغيير الحياة الأخير والذي يقيس مدى حساسية شخص ما للتغيير، ويحدد هذا الاستبيان بعض الأفراد الأكثر عرضة لخطر مشاكل الصحة العقلية ويسمح لشركة الطيران بتقديم الدعم لهم.
إنه لمن المهم أن تقوم شركات الطيران بتطوير برنامج لإزالة الأفراد الذين هم في حالة عالية من الخطورة، ومساعدتهم على الانتقال إلى وظيفة أكثر ملاءمة، ويفكر المنظمون أيضًا في إجراء فحوصات نفسية عشوائية للطيارين، ومع ذلك فقد اقترحوا أن هذا لن يكون مضمونًا في القضاء على مشكلات الصحة العقلية داخل الطيارين، وقد أعلنت إدارة الطيران الفيدرالية أيضًا أنها ستجري أبحاثًا حول أحدث البيانات وأكثرها صلة بالصحة العقلية لدى الطيارين، ومن المهم بنفس القدر أن يشعر الطيارون بالانفتاح بشأن صحتهم العقلية وأن لا يخافوا من فقدان حياتهم المهنية، ويمكن تحقيق ذلك عن طريق إزالة وصمة العار المرتبطة بالصحة العقلية، وتشجيع الإبلاغ الذاتي، وعمل شراكات مع الطيارين لمساعدتهم في العثور على وظائف طيران أخرى وتوفير مراكز العافية لهم.
خلال مرحلة التوظيف يمكن إعطاء الطيارين اختبارات شخصية مختلفة لمعرفة ما إذا كانوا معرضين لخطر مشاكل الصحة العقلية.
يبحث كل من اتحاد النقل الجوي الدولي والرابطة الطبية للطيران المدني بعد رحلة جيرمان وينغز 9525 عن حلول أحدهما اختبارات نفسية عشوائية، وإن المشكلة مع رد الفعل بدلاً من الطريقة الاستباقية هي أنه بدلاً من دعم الطيارين فإنه يخلق وصمة عار أكبر في الصناعة، كما أصدرت وكالة سلامة الطيران الأوروبية بيانًا مشابهًا قائلة: إن جميع الطيارين بحاجة إلى الخضوع لتقييم نفسي.